# ソフトクリーム (音楽グループ)
ソフトクリームは、遠藤由美子、天野千英、大塚真美の3人で結成された音楽グループ（途中で天野千英が脱退し、大橋直美が入る）。活動当時の所属事務所は渡辺プロダクションが運営する東京音楽学院。
「ソフトクリーム」というグループ名になったきっかけは、デビュー曲の作詞者だった島武実の「食べ物の名前にしたら売れるかな」という一言からだったという。リードボーカルは遠藤由美子。グループ活動中と並行してソロ活動も行うことがあった。

## メンバー
- 遠藤由美子
- 大塚真美
- 大橋直美

### 旧メンバー
- 天野千英

## 来歴
- 1982年12月5日にシングル「熱帯魚のタキシード」でフォーライフ・レコードからメジャーデビューする。
- 2枚目のシングル「すっぱい失敗」以降は作詞：森雪之丞、作編曲：後藤次利コンビで楽曲が作られた。詞の中身は「ちょっとHな意味を含んだアブナいもの」で、曲の構成やアレンジが従来のアイドル歌謡とは大きく異なっていたため、後のおニャン子クラブのプロトタイプとも言われたこともあった。
- 3枚目のシングル「スキよ!ダイスキ君」は、ヤクルトスワローズ投手の荒木大輔（当時）の非公式応援歌となっており、荒木の主演するヤクルト「ジョア」のCMソングとなった。「ダイスキ君」は「大輔」の捩り。
- 6枚目のシングル「コアラこんにちは」は、鹿児島市平川動物公園へのコアラ来園の歓迎キャンペーンの一環として製作された曲で、歌詞は鹿児島県内の小中学生からの公募により選ばれた[1]。
- 1985年（高校卒業頃）に解散。

## エピソード
デビューして1年以上経過した際のインタビューで、大塚真美と遠藤由美子は次のように語っていた。

## ディスコグラフィ

### シングル
| #                      | 発売日                 | A/B面                  | タイトル                    | 作詞                   | 作曲                   | 編曲                   | オリコン 最高順位         | 規格品番               |
| フォーライフ・レコード | フォーライフ・レコード | フォーライフ・レコード | フォーライフ・レコード      | フォーライフ・レコード | フォーライフ・レコード | フォーライフ・レコード | フォーライフ・レコード    | フォーライフ・レコード |
| ---------------------- | ---------------------- | ---------------------- | --------------------------- | ---------------------- | ---------------------- | ---------------------- | ------------------------- | ---------------------- |
| 1                      | 1982年 12月5日         | A面                    | 熱帯魚のタキシード          | 島武実                 | 佐久間正英             | 佐久間正英             | -                         | 7K-83                  |
| 1                      | 1982年 12月5日         | B面                    | コンちゃん起きなさい        | 島武実                 | 佐久間正英             | 佐久間正英             | -                         | 7K-83                  |
| 2                      | 1983年 5月21日         | A面                    | すっぱい失敗                | 森雪之丞               | 後藤次利               | 後藤次利               | -                         | 7K-97                  |
| 2                      | 1983年 5月21日         | B面                    | 世紀末の少女                | 森雪之丞               | 後藤次利               | 後藤次利               | -                         | 7K-97                  |
| 3                      | 1983年 8月21日         | A面                    | スキよ!ダイスキ君           | 伊藤アキラ             | 後藤次利               | 後藤次利               | 196位                     | 7K-115                 |
| 3                      | 1983年 8月21日         | B面                    | MOMO色遊戯                  | 森雪之丞               | 後藤次利               | 後藤次利               | 196位                     | 7K-115                 |
| 4                      | 1984年 2月21日         | A面                    | やったね!春だね!!           | 森雪之丞               | 後藤次利               | 後藤次利               | 109位                     | 7K-135                 |
| 4                      | 1984年 2月21日         | B面                    | せくしい志願                | 森雪之丞               | 後藤次利               | 後藤次利               | 109位                     | 7K-135                 |
| 5                      | 1984年 6月21日         | A面                    | ごめんあそばせガンバリ娘    | 森雪之丞               | 後藤次利               | 後藤次利               | 173位                     | 7K-149                 |
| 5                      | 1984年 6月21日         | B面                    | ささやけないほど I LOVE YOU | 森雪之丞               | 後藤次利               | 後藤次利               | 173位                     | 7K-149                 |
| 6                      | 1984年 9月5日          | A面                    | コアラこんにちは            | 池田瑠美               | 福島雄次郎             | 高田弘                 | 63位 ('84年) 34位 ('85年) | 7K-156                 |
| 6                      | 1984年 9月5日          | B面                    | コアラ音頭                  | 前山礼子               | 坂元政則               | 高田弘                 | 63位 ('84年) 34位 ('85年) | 7K-156                 |
| 7                      | 1984年 10月21日        | A面                    | クラスメイト失踪事件        | 森雪之丞               | 後藤次利               | 後藤次利               | -                         | 7K-159                 |
| 7                      | 1984年 10月21日        | B面                    | 混美ネーション・ラブ        | 森雪之丞               | 後藤次利               | 後藤次利               | -                         | 7K-159                 |

### アルバム

#### ベスト・アルバム
|                        | 発売日                 | タイトル                   | 形態                   | 規格品番               | 最高位                 |
| フォーライフ・レコード | フォーライフ・レコード | フォーライフ・レコード     | フォーライフ・レコード | フォーライフ・レコード | フォーライフ・レコード |
| ---------------------- | ---------------------- | -------------------------- | ---------------------- | ---------------------- | ---------------------- |
| 1st                    | 1984年8月21日          | デビュー・ザ・ベスト       | LP+EP                  | 28K-74                 | 98位                   |
| ポニーキャニオン       |                        |                            |                        |                        |                        |
| 2nd                    | 2003年5月21日          | デビュー・ザ・ベスト       | CD                     | PCCA-1892              | 圏外                   |
| 3rd                    | 2010年5月19日          | Myこれ!Lite ソフトクリーム | CD                     | PCCS-00141             | 圏外                   |

### タイアップ
| 曲名               | 備考                                                |
| ------------------ | --------------------------------------------------- |
| 熱帯魚のタキシード | テレビ東京「テレビほとんど冗談」テーマソング        |
| すっぱい失敗       | TBS「西田敏行・桜田淳子のもちろん正解」テーマソング |
| スキよ!ダイスキ君  | ヤクルトジョア CMソング                             |
| やったね!春だね!!  | テレビ愛知「ふしぎな動物広場」テーマソング          |